# Bad Bramstedt
Bad Bramstedt
Bad Bramstedt er en amtsfri by i det nordlige Tyskland, beliggende under kredsen Segeberg i den sydøstlige del af delstaten Slesvig-Holsten.
Byen er blandt andet kendt for sin Roland-statue. En Roland-statue blev første gang opstillet år 1533 udført i træ. I 1693 blev den nuværende Roland-statue opstillet.

## Geografi
Bad Bramstedt ligger 49 km syd for Kiel, 54 km vest for Lübeck, og 42 km nord for Hamburg, på den historiske Hærvejen (tysk: Ochsenweg).
I nutiden er Bad Bramstedt stadigt et trafikknudepunkt. Allerede i 1830 – 1832 fik kong Frederik 6. bygget Altona-Kieler Chaussee, der går gennem byen. I 1932 blev Chausséen en del af stamvej 4 (Fernstraße 4) mellem Kiel og Nürnberg.
I dag er Bad Bramstedt udgangspunkt for den 610 km lange Bundesstraße B4 til Nürnberg. Bundesautobahn 7 (eller Europavej E45), der forbinder Frøslev i Danmark med Füssen ved grænsen til Østrig, går også gennem Bramstedt Kommune. Disse veje, der går nord-syd, krydses af den øst-vest gående Bundesstraße 206, der forbinder Lübeck med Itzehoe.

## Historie
Stedet omtales første gang i 1274 i et dokument.
I 1317 fandt kampe sted mellem grev Gerhard den Store og grev Adolf af Schauenburg, hvorunder sidstnævnte blev taget til fange. I 1405 besejrede greve og biskop Heinrich af Osnabrück den hær, som hertug Gerhard VIs børn havde sendt ved et slag nær flækken. Bramstedt havde i det 16. århundrede 3 vandmøller. I 1628 blev dele af flækken nedbrændt af kejserlige tropper.
I ældre tid gik hærvejen fra Rendsborg via Neumünster til Hamborg gennem byen. Under Christian IV blev oprettet et toldsted i byen. Diverse konflikter førte til, at Christian IV truede med at oprette et marked mellem Bramstedt og Hamborg, og takket være udviklingen udviklede flækken sig til at blive et blandt flere markedspladser for studehandel. Amtmand von Bergedorf lod årligt gøre anslag over driftens karakter. Fra 1643 havde byen markedsrettigheder. I 1677 ødelagde en brand ti huse i flækken.
I 1681 blev fundet en helligkilde ved byen.
Byen var hjemsted for amtmanden for Segeberg Amt, indtil denne i 1782 flyttede til Segeberg.
Bramstedt havde i 1835 1.378 indbyggere, i 1840 1.548 indbyggere, i 1845 1.647 indbyggere, i 1855 1.822 indbyggere, i 1860 1.987 indbyggere.
I årene 1830–1832 lod kong Frederik 6. anlægge Altona-Kieler Chaussee, der gik gennem byen.
I 1840 havde flækken 2 købmænd, 9 kræmmere og høkere, 6 brændere og bryggere, 1 cigarfabrikant, 1 hattemager, 3 farvere, 6 bagere, 8 grovsmede foruden andre håndværkere, desuden 40 gæstgiverier med mere. Endvidere var her toldsted med 1 toldkontrollør og 1 assistent ansat samt 1 apotek og 2 læger.